# Живайкино
Живайкино — село в Ульяновской области России, в Барышском районе. Центр сельской администрации (бывшего Карсунского уезда Симбирской губернии). Находится в 20 км к югу от районного центра, на правом берегу р. Сызранка.

## Название
По одной из версий село стало называться «ЖИВАЙ ВЕЛЕ», что в переводе с мордовского означает «живое село» — Живайкино.
По другой — название связано с личным мордовским именем Живайка (Живайко).

## История
В 1682 году подьячий Симбирской приказной избы Прокофий Васильев отмерил «новокрещенцам» из мордвы деревни Новой Аркаевы Балко Петаеву со товарищами в Симбирском уезде «порозжее Дикое поле за валом урочище от устья Соки речки по Сызрану, по обе стороны и по суходолу до Пустой Нараты, и подле бору Пустой Нараты на Покурлеевскую вершину до чёрного лесу Веретического и до Сызранской вершины и до Сыр Барыша вершины по правую сторону, и по долгой поляне до Сар Барыша Помры, и от Сар Барыша Помры до вершины Сока — реки, и вниз, идучи по правую сторону до Сызрану реки до устья Соки речки» и называлось Малые Сызранские Вершины. Сюда переселились мордва из деревни Новой Аркаевы Нижегородского уезда Казанской губернии. Вся земля, отведённая Балко Петаеву и его товарищам, называлась дачей Балко Петаева.
В 1723 году, на момент пополнения 1-й подушной переписи, в деревне Малых Сызранских Вершинах жило 75 человек мужского пола ясачной мордвы и чувашей в 24 дворах.
В 1745 году, на момент 2-й подушной переписи, упомянута как деревня Малые Сызранские Вершины.
До 1757 года село называлось Малыми Сызранскими Вершинами и большинство жителей села и деревень в округе было крещено в православии. Когда была построена церковь во имя Рождества, то престольным праздником было объявлено Рождество, а село стало называться Рождественским. Окружающие деревни при этом сохранили свои старые названия.
В 1762 году, на момент 3-й подушной переписи, упомянуто как село Рожественское, Малые Сызранские вершины тож.
В 1780 году, при создании Симбирского наместничества, село Рожественское Малые Сызранские Вершины Живакино тож, при речке Малых Сызранских Вершинах, крещеной мордвы, и в нём же деревня Больших Сызранских Вершин, крещеных чуваш, вошло в состав Канадейского уезда.
В 1850 году, на момент 9-й подушной переписи, в селе Живайкине, Карсунского уезда, Симбирской губернии жило 1275 удельных крестьян: 603 мужчины и 672 женщины.
На 1859 год в село Живайкино входило в состав Карсунского уезда Симбирской губернии, в котором жило в 198 дворах 859 мужчин и 924 женщины, имелась церковь.
В 1889 году был построен новый деревянный храм. Престолов в нём два: главный (холодный) в честь Казанской иконы Божией Матери и в приделе (тёплый) в честь Рождества Христова.
В 1913 году в Ж. было 495 дворов, 2882 жителя (мордва), деревянная Казанская церковь, построена в 1889 году (утрачена), земское училище, общественная мельница.
С ВОВ не вернулось 235 живайкинцев.
До 1982 года была школа-интернат, вечерняя школа.
На 1996 год — лесничество, пилорама, маслозавод, хлебозавод, средняя школа, ДК, библиотека, больница. Сельскохозяйственный производственный кооператив «Живайкинский».
С 2005 года — административный центр Живайкинского сельского поселения.

## Инфраструктура
На 2014 год — пилорама, хлебозавод, средняя школа, ДК, больница. Сельскохозяйственный производственный кооператив «Живайкинский».

## Население
- В 1780 году — в село Рожественском 237 ревизских душ, в деревне Больших Сызранских Вершин — 135[7].
- В 1859 году в 198 дворах жило: 859 мужчин и 924 женщины[9]
- В 1900 году в 358 дворах жило: 1253 м и 1294 ж.[10];
- В 1913 году было 495 дворов, 2882 жителя (мордва);
- В 2010 году — население 1142 человека, чуваши, мордва, русские.

Живайкино — родина офтальмолога Александра Адриановича Смирнова (1894—1986).

## Достопримечательности
- Обелиск погибшим в ВОВ. (2011)[11]